# Cadiorapa puella
Cadiorapa puella là một loài bướm đêm trong họ Noctuidae.